# Jonílson
Jonílson Clovis Nascimento Breves (ur. 28 listopada 1978) – brazylijski piłkarz występujący na pozycji pomocnika.

## Kariera piłkarska
Od 1998 do 2015 roku występował w Volta Redonda, Botafogo, Cruzeiro EC, Vegalta Sendai, CR Vasco da Gama, Botafogo, Atlético Mineiro, Goiás EC, Comercial, São José i Doze.